# ألكسندرا ريتشاردز
ألكسندرا ريتشاردز (بالإنجليزية: Alexandra Richards) هي عارضة أمريكية، ولدت في 28 يوليو 1986 في نيويورك في الولايات المتحدة.

## روابط خارجية
- ألكسندرا ريتشاردز على موقع دليل عارضات الأزياء (الإنجليزية)